# 田川市警察
田川市警察（たがわしけいさつ）は、かつて存在した福岡県田川市の自治体警察。

## 概要
従来の福岡県警察部が解体され、1948年（昭和23年）3月7日に田川市警察署が設置された。
1954年（昭和29年）に新警察法が公布された。これにより国家地方警察と自治体警察が廃止され、新たに都道府県警察として福岡県警察本部が発足。田川市警察も福岡県警察に統合され、姿を消した。